# Сферична астрономія

Переходи між різними системами небесних координат — одна з типових задач сферичної астрономії

Сфери́чна астроно́мія — розділ астрономії, що вивчає способи визначення положення об'єктів на небесній сфері при спостереженні їх з Землі в певний момент часу і в певному місці. Сферична астрономія використовує математичні методи сферичної геометрії та астрометричні вимірювання, і тісно пов'язана з проблемою редукції спостережень.
Це найдавніший розділ астрономії. Перші пов'язані з ним знання відносяться ще до Стародавнього світу. Спостереження небесних тіл було і залишається важливим для багатьох релігій та астрології, а також для вимірювання часу і навігації. Сферична астрономія частково вирішує завдання, зворотні задачі астрометрії: вона дозволяє передбачити положення небесних тіл в певну дату в певному місці, наприклад, розраховуючи ефемериди виходячи з моделей руху Сонячної системи.

## Предмет і зміст сферичної астрономії
У той час, як астрометрія на практиці реалізує вимірювання положень і відносних рухів астрономічних об'єктів, сферична астрономія як більш теоретична дисципліна, тісно пов'язана з математикою, займається питаннями встановлення небесних систем координат і систем відліку часу, а також переходів між ними. Фактично основним завданням сферичної астрономії є редукція спостережень, тобто вирахування координат і швидкостей небесних тіл в певній системі координат на заданий момент часу, виходячи з їхніх спостережень.
Основне поняття сферичної астрономії — небесна сфера, тобто уявна сфера довільного радіусу з центром в спостерігачі, на яку проектуються видимі положення астрономічних об'єктів і на якій вводяться небесні системи координат, найуживаніші з яких: горизонтальна, дві екваторіальні, екліптична і галактична. Переходи між ними здійснюються за формулами сферичної тригонометрії.

## Елементи
Основні елементи сферичної астрономії — це системи координат і час. Для вказівки положення небесних тіл використовується екваторіальна система координат, заснована на проєкції екватора Землі на небесну сферу. Положення об'єкта визначається його прямим сходженням (α) і відміною (δ). На основі цих даних, широти і місцевого часу можна визначити положення об'єкта в горизонтальній системі координат, а саме його висоту і азимут.

## Застосування сферичної астрономії
Сферична астрономія є базисом для астрономії в цілому і має численні застосування. У фундаментальній астрономії в результаті обробки скорочених астрометричних спостережень визначаються параметри небесних систем координат і шкал часу, а також уточнюються параметри редукції і складаються системи астрономічних постійних. У прикладної астрономії сферична астрономія використовується в процесі вирішення завдань навігації, тобто визначення координат спостерігача, як на Землі, так і в космосі.

## Історична довідка
Астрономія зародилася з потреби у визначенні моментів певних подій, як господарського так і релігійного значення. Встановлення календаря потрібно для землеробства, і тому вже стародавні мешканці Месопотамії і Єгипту досить точно визначили тривалість року, а також по довгих ланцюжках сонячних і місячних затемнень навчилися їх передбачати. 60-річної системі числення стародавніх вавилонян досі використовується за рахунку часу.
Подальший прогрес пов'язаний з розквітом філософії і математики в Стародавній Греції. Перший давньогрецький астроном Фалес (кінець VII-перша половина VI століття до н. Е.) — Один з «семи мудреців», за переказами, встановив час рівнодення і сонцестояння, визначив тривалість року в 365 діб і зрозумів те, що Місяць світить не сам, і так далі. У той же час Землю він вважав плоским диском, а причин затемнень не розумів.
Розробка перших строгих математичних теорій астрономії належить Евдоксу Книдському (близько 400—355 роки до н. Е.). Виходячи зі сфери і кола як ідеальних фігур, він придумав систему розкладання видимого руху Сонця і планет на рівномірні обертання сфер, що захоплюють за собою інші сфери, до останньої з яких на екваторі прикріплено небесне тіло. У його моделі було 27 таких сфер, у Каліппа — 34, а Аристотель (384—322 роки до н. е.), завдяки авторитету якого ця модель стала домінуючою, розглядав уже 56 сфер.
Астрономи-спостерігачі Арістілл і Тімохаріс (III століття до н. Е.) Були піонерами визначень положень зірок і склали перший зоряний каталог в екваторіальній системі, знайшовши прямі сходження і відміни зірок. Ератосфен з Кірени (276—194 роки до н. е.) визначив з точністю до 50 км радіус Землі і з точністю до 8 секунд дуги нахил екліптики до екватора.
Геліоцентрична теорія Коперника, опублікована в 1543 році, була наступним великим кроком, значення якого було зрозуміле лише згодом, після робіт Тихо Браге (1546—1601), який досяг найкращої відомої точності спостережень зірок і планет неозброєним оком і склав новий каталог 777 зірок з точністю положень в половину хвилини дуги. Його спостереження Марса дозволили Кеплеру вивести закони руху планет, що остаточно підтвердило пріоритет геліоцентричної системи.
До кінця XVIII століття механічні годинники випускалися десятками тисяч штук, їх механізми швидко вдосконалюються, а точність підвищується. Глобалізація торгівлі та переміщень людей зажадала введення єдиного часу, і в 1884 році на міжнародній конференції у Вашингтоні було прийнято поясний час, початком відліку якого став Гринвіцький час — середній сонячний час на обраному нульовому меридіані, меридіані Гринвіча. Там же визначили лінію зміни дат.
Винахід телескопа в XVII столітті Галілеєм і вдосконалення його Ньютоном призвело до швидкого прогресу точності астрономічних спостережень. У 1725 році англійський королівський астроном Джеймс Брадлей вивів зі спостережень аберацію світла, яка виявляється у вигляді періодичної зміни видимих положень зірок через зміну напрямку і величини швидкості руху Землі відносно них. У 1837 році Фрідріх Бессель вперше зумів виміряти також річний паралакс зірки — відносне зміщення зірки 61 Лебедя щодо найближчих до неї через зміну положення спостерігача разом із Землею в просторі.
Спостереження Місяця і Сонця, в тому числі стародавні, при порівнянні з точними теоріями руху Сонячної системи кінця XIX—початку XX століття, розробленими Ньюкомбом, Брауном і де Сіттера, привели до виявлення вікового уповільнення обертання Землі. Теорія руху Сонця Ньюкомба була настільки точною, що стала основою створення першої динамічної шкали часу — шкали ефемеридного часу, і визначення ефемеридної секунди. Тільки до середини XX століття точність годинників — атомних стандартів частоти — стала кращою, ніж для ефемеридного часу, і перехід до атомної шкали дозволив безпосередньо виміряти нерівномірність обертання Землі.
Новий розвиток техніки спостережень в кінці XX століття — лазерна далекометрія і інші методи — дозволили ще підвищити точність вимірів до міліметрової точності, змушуючи враховувати вже і релятивістські ефекти відхилення і запізнювання електромагнітних сигналів в гравітаційних полях, що було офіційно закріплено рішеннями Міжнародного астрономічного союзу в 2000 році.
Використання високоточної техніки дозволило виміряти гравітаційне поле Землі, виміряти ефект впливу гравітаційного поля на швидкість ходу годинника і впровадити в практику глобальні супутникові навігаційні системи GPS (Global Positioning System) і ГЛОНАСС (Глобальна Навігаційна Супутникова Система). Нові опорні каталоги, щодо яких визначаються небесні координати, досягли точності в 0,1 мілісекунди дуги в радіо і одиниць мілісекунд в оптичному діапазоні.